# Molophilus acutistylus
Molophilus acutistylus là một loài ruồi trong họ Limoniidae. Chúng phân bố ở miền Australasia.